# Cuesta del Toro
Cuesta del Toro är en ort i Mexiko.   Den ligger i kommunen Tantoyuca och delstaten Veracruz, i den sydöstra delen av landet, 230 km norr om huvudstaden Mexico City. Cuesta del Toro ligger 139 meter över havet och antalet invånare är 131.
Terrängen runt Cuesta del Toro är platt. Runt Cuesta del Toro är det ganska tätbefolkat, med 72 invånare per kvadratkilometer. Närmaste större samhälle är Tantoyuca, 4,3 km nordost om Cuesta del Toro. Trakten runt Cuesta del Toro består till största delen av jordbruksmark.